# Coppa dei Campioni 1977-1978 (hockey su pista)
La Coppa dei Campioni 1977-1978 è stata la 13ª edizione della massima competizione europea di hockey su pista riservata alle squadre di club. Il torneo ha avuto inizio l'8 aprile e si è concluso il 15 luglio 1978.
Il titolo è stato conquistato dal Barcellona per la terza volta nella sua storia.

## Squadre partecipanti
| Nazione        | Club          | Città         | Qualificazione                                                               |
| -------------- | ------------- | ------------- | ---------------------------------------------------------------------------- |
| Belgio         | Royal Sunday  | Bruxelles     | 1º nel campionato belga 1977, campione del Belgio                            |
| Francia        | Coutras       | Coutras       | 1º nel campione francese 1977, campione di Francia                           |
| Germania Ovest | Iserlohn      | Iserlohn      | 1º nel campionato tedesco 1977, campione di Germania Ovest                   |
| Inghilterra    | Wolverhampton | Wolverhampton |                                                                              |
| Italia         | Novara        | Novara        | 1º in Serie A 1977, campione d'Italia                                        |
| Paesi Bassi    | Lichtstad     | Eindhoven     | 1º in Dutch NRBB 1977, campione dei Paesi Bassi                              |
| Portogallo     | Sporting CP   | Lisbona       | Campione d'Europa in carica e 1º in 1ª Divisão 1977, campione del Portogallo |
| Portogallo     | Valongo       | Valongo       | 2º in 1ª Divisão 1977                                                        |
| Spagna         | Barcellona    | Barcellona    | 1º in División de Honor 1977, campione di Spagna                             |
| Svizzera       | RS Zurigo     | Zurigo        | 1º in LNA 1977, campione di Svizzera                                         |

## Risultati

### Primo turno
| Squadra 1    | Totale | Squadra 2     | Andata | Ritorno |
| ------------ | ------ | ------------- | ------ | ------- |
| Barcellona   | 12 - 1 | Novara        | 8 - 1  | 4 - 0   |
| Royal Sunday | 20 - 9 | Wolverhampton | 9 - 4  | 11 - 5  |

### Quarti di finale
| Squadra 1   | Totale  | Squadra 2    | Andata | Ritorno         |
| ----------- | ------- | ------------ | ------ | --------------- |
| Lichtstad   | 9 - 9   | Coutras      | 6 - 3  | 3 - 6 (0-1 dtr) |
| RS Zurigo   | 4 - 9   | Royal Sunday | 2 - 2  | 2 - 7           |
| Sporting CP | 4 - 10  | Barcellona   | 2 - 5  | 2 - 5           |
| Valongo     | 12 - 10 | Iserlohn     | 6 - 7  | 6 - 3           |

### Semifinali
| Squadra 1    | Totale | Squadra 2 | Andata | Ritorno |
| ------------ | ------ | --------- | ------ | ------- |
| Barcellona   | 11 - 5 | Valongo   | 8 - 0  | 3 - 5   |
| Royal Sunday | 14 - 7 | Coutras   | 6 - 4  | 8 - 3   |

### Finale
| Squadra 1  | Totale | Squadra 2    | Andata | Ritorno |
| ---------- | ------ | ------------ | ------ | ------- |
| Barcellona | 13 - 3 | Royal Sunday | 8 - 2  | 5 - 1   |

#### Andata
| Barcellona 1º luglio 1978 | Barcellona | 8 – 2 | Royal Sunday | Palau Blaugrana |

#### Ritorno
| Bruxelles 15 luglio 1978 | Royal Sunday | 1 – 5 | Barcellona |  |